# Edinburg (Misuri)
Edinburg es un lugar designado por el censo ubicado en el condado de Grundy en el estado estadounidense de Misuri. En el Censo de 2010 tenía una población de 92 habitantes y una densidad poblacional de 33,1 personas por km².

## Geografía
Edinburg se encuentra ubicado en las coordenadas 40°4′52″N 93°41′24″O / 40.08111, -93.69000. Según la Oficina del Censo de los Estados Unidos, Edinburg tiene una superficie total de 2.78 km², de la cual 2.78 km² corresponden a tierra firme y (0%) 0 km² es agua.

## Demografía
Según el censo de 2010, había 92 personas residiendo en Edinburg. La densidad de población era de 33,1 hab./km². De los 92 habitantes, Edinburg estaba compuesto por el 98.91% blancos, el 0% eran afroamericanos, el 0% eran amerindios, el 0% eran asiáticos, el 0% eran isleños del Pacífico, el 0% eran de otras razas y el 1.09% pertenecían a dos o más razas. Del total de la población el 1.09% eran hispanos o latinos de cualquier raza.